# José María Estrada
José María Estrada Reyes (Granada, 1802-Ocotal, 1856) fue un político nicaragüense del partido legitimista (conservador) que ejerció provisoriamente como presidente de Nicaragua en dos períodos, primero como diputado presidente de la República del 1 de junio de 1854 al 9 de abril de 1855 y luego como presidente provisional del 10 de abril al 23 de octubre de 1855. Además, fue el presidente de la Junta de gobierno legitimista instalada en disidencia en Somotillo el 29 de junio de 1856 hasta su asesinato en Ocotal el 13 de agosto del mismo año.

## Origen
El historiador Jerónimo Pérez escribió:

Estrada era de condición muy humilde, hijo de un tejedor del barrio de Cuiscoma y dedicado a la carrera literaria; fue un abogado eminente y literato distinguido.

## Vida política

### Delegado negociador
Después de que los ingleses tomaran San Juan del Norte (Greytown), El Castillo y San Carlos en 1848 durante el gobierno del Director José María Guerrero, el Comandante Lock se instaló en la isleta «Cuba» en el Gran Lago de Nicaragua, a orillas de Granada, donde el 7 de marzo acordó con los Delegados de Nicaragua (Francisco Castellón Sanabria, José María Estrada y Juan J. Zavala) que:

Nicaragua daría satisfacción al gobierno inglés y que no se perturbará más a las autoridades mosquitas en posesión de San Juan del Norte.

### Ministro de Estado
En agosto de 1851, fue nombrado ministro en el gobierno efímero del director José Francisco del Montenegro, quien murió luego de asumir el cargo.

### Redactor
En diciembre de 1851 fue redactor del periódico oficial La Gaceta, siendo Fulgencio Vega senador director del Estado.

## Legislador
Siendo diputado, a los veintisiete años fue presidente del poder legislativo en 1829; secretario en 1853 y presidente de la Asamblea Constituyente del Estado en 1854.

## Presidencia interina

### Diputado presidente de la República
El 1 de junio de 1854 asume como diputado presidente de la República por ausencia del presidente Fruto Chamorro Pérez, que delegó la presidencia para asumir la Comandancia General del Ejército y combatir en la guerra civil de 1854-1855 contra los democráticos (liberales) de León.

### Presidente provisional
Al morir Fruto Chamorro el 12 de marzo de 1855 la Asamblea Constituyente le autorizó a continuar en el cargo y luego con sólo 14 diputados se reúne y el 10 de abril del mismo año le elige presidente provisional.
No obstante, el general Ponciano Corral Acosta de facto cumplió su aspiración presidencial, pero tuvo que entregar el poder a Estrada, quien fue confirmado Presidente provisional.
William Walker toma Granada el 13 de octubre y el día 23 firma el "Acuerdo de Paz" con el general Ponciano Corral como máximo jefe militar legitimista, acuerdo que instala a Patricio Rivas como Presidente provisorio. 
El Presidente Estrada lanza una protesta y se exilia voluntariamente en Honduras.
A Corral y a Estrada se debe la visión de convertir la guerra civil nicaragüense de 1854-1855 en Guerra Nacional contra el filibusterismo, la cual alertó Corral con su muerte ante el pelotón de fusilamiento a instancias de William Walker.

### Junta de gobierno
En 1856 todos los gobiernos centroamericanos ven a Walker como una gran amenaza. El 29 de junio, retorna de su exilio en Honduras como líder de una Junta de Gobierno legitimista, opuesta al gobierno de Patricio Rivas, que es acusado de ser un instrumento de Walker, quien luego del fusilamiento del general Corral había maniobrado hasta ser nombrado comandante general con apoyo de granadinos y leoneses. 
Nombra ministro a Pedro Joaquín Chamorro y Alfaro y jefes del Ejército a los generales Tomás Martínez y Fernando Chamorro. 
Estrada no fue reconocido por ningún gobierno. El historiador José Dolores Gámez dice al respecto:

La presencia de Estrada, con sus demandas cuando Centroamérica entera ponía sus esfuerzos por una causa más grande, hizo muy mala impresión en todas partes.

## Asesinato
El 13 de agosto de ese año es asesinado en Ocotal por una banda de asesinos y corren rumores de que líderes leoneses (democráticos) fueron los autores intelectuales del asesinato.
Con su muerte, asume el liderazgo de la junta de gobierno legitimista (conservadora) Nicasio del Castillo y Guzmán (* 1816; † 1884), en la ciudad de Matagalpa, con los generales Tomás Martínez y Fernando Chamorro al mando del Ejército del Septentrión.

## Valoración de su figura
Después de la expulsión de Walker en mayo de 1857, la Asamblea Constituyente convocada en 1858 para crear una nueva Constitución (la de 1858), declaró el 25 de junio "legítima la administración del Presidente Estrada a la muerte de Fruto Chamorro". 
Al respecto, el historiador Andrés Vega Bolaños escribió:
"No podía ser de otra manera: sin Estrada, la guerra nacional pierde su sentido y el enconado empeño partidista en que nos hemos debatido, y seguiremos debatiéndonos, dejaría de tener explicación."
El 25 de noviembre, el gobierno del general Tomas Martínez reconoce deuda al heredero del presidente Estrada (Mariano Estrada Solís) por sueldos devengados por su padre como presidente desde el 1 de junio de 1854 hasta el 23 de octubre de 1855 (fecha del acuerdo de paz que instaló a Patricio Rivas como presidente provisorio).

## Tumba
Sus restos reposan en el cementerio de la ciudad de Granada.